# Tersnaus
Tersnaus (, toponimo romancio) è una frazione del comune svizzero di Lumnezia, nella regione Surselva (Canton Grigioni).

## Storia

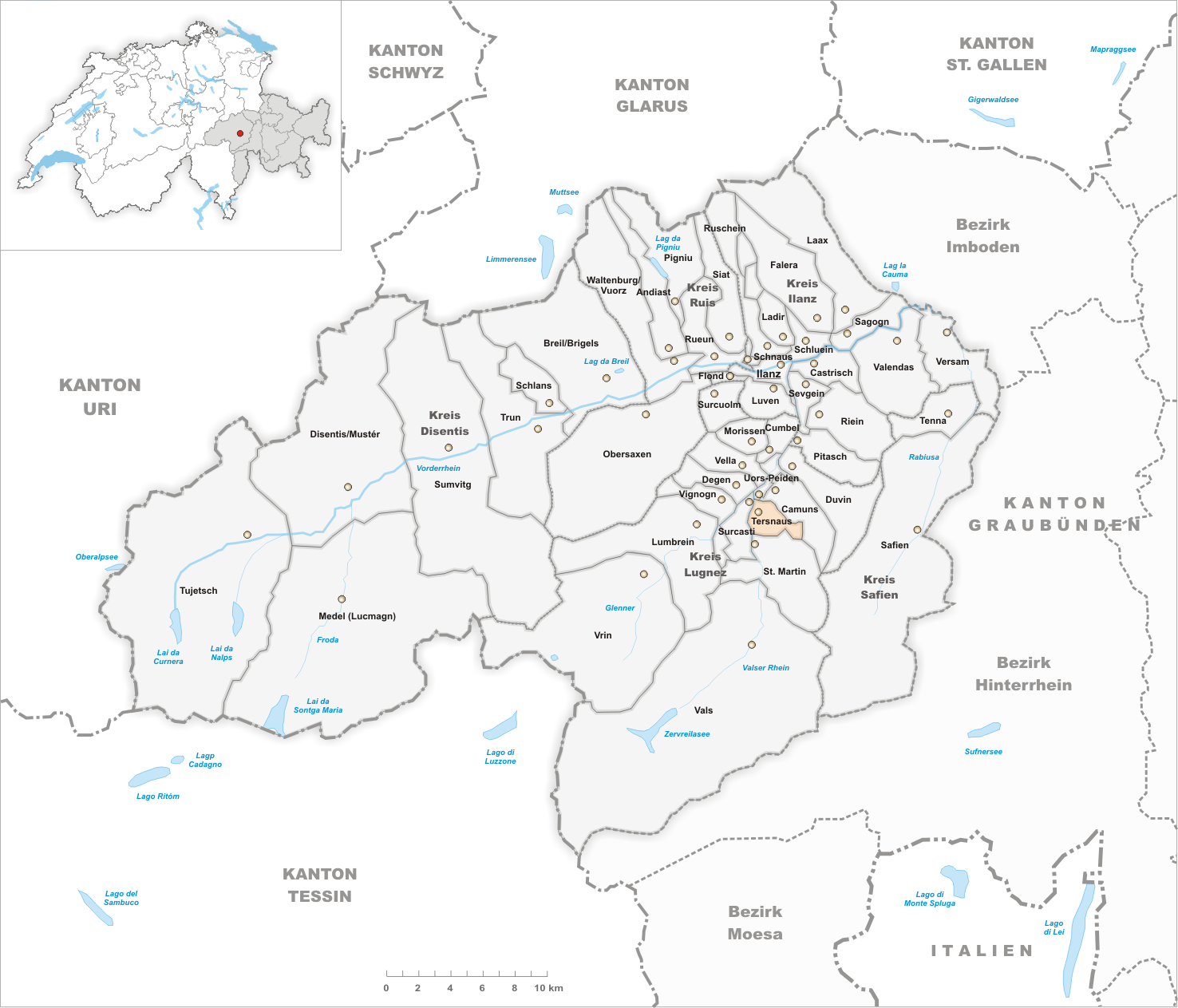
Il territorio del comune di Tersnaus prima degli accorpamenti comunali del 2002

Già comune autonomo, fino al 1878 aveva incluso anche la frazione di Sankt Martin, poi divenuta comune autonomo; nel 2002 è stato aggregato agli altri comuni soppressi di Camuns, Surcasti e Uors-Peiden per formare il nuovo comune di Suraua, il quale a sua volta il 1º gennaio 2013 è stato aggregato agli altri comuni soppressi di Cumbel, Degen, Lumbrein, Morissen, Vella, Vignogn e Vrin per formare il nuovo comune di Lumnezia.

## Monumenti e luoghi d'interesse
- Chiesa parrocchiale cattolica dei Santi Apollinare e Maria Maddalena, attestata dal 1345[2].

## Società

### Evoluzione demografica
L'evoluzione demografica è riportata nella seguente tabella (nel 1850 con Sankt Martin):
Abitanti censiti

### Lingue e dialetti
Nel 2000 il 74% della popolazione parlava la lingua romancia.